# Jauregi (Alava)
Pour les articles homonymes, voir Jauregi.
Jauregi est un village ou contrée faisant partie de la municipalité de Iruraiz-Gauna dans la province d'Alava dans la Communauté autonome basque.